# Demetrios von Pharos
Demetrios von Pharos (bzw. lat.: Demetrius) († 214 v. Chr. in Messene) war ein im Adria-Raum aktiver Herrscher, der eine wichtige Rolle im Ersten und Zweiten Illyrischen Krieg spielte und der dann ein Vertrauter König Philipps V. von Makedonien wurde.

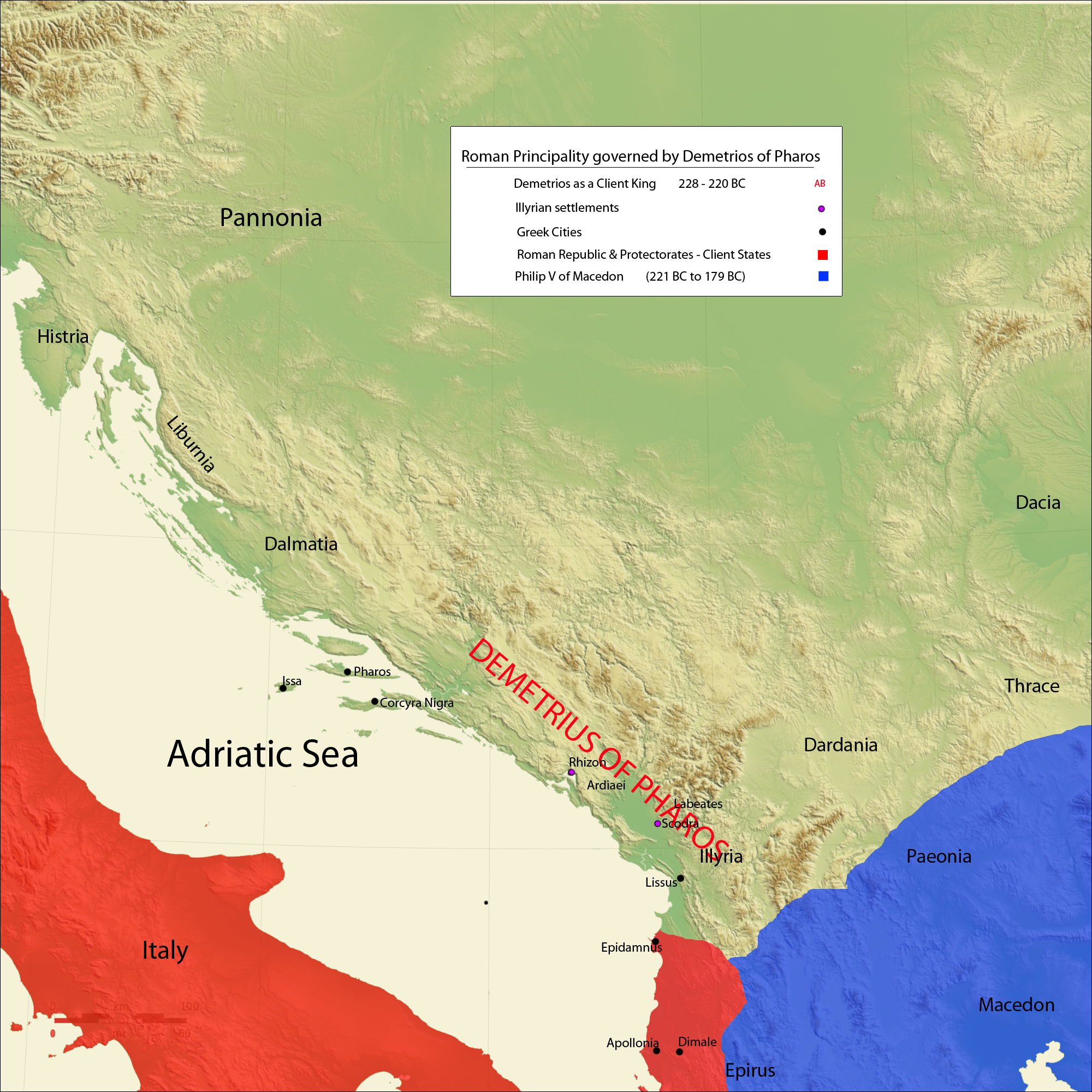
Herrschaftsgebiet von Demetrios von Pharos

Der Beiname deutet auf eine Herkunft aus der griechischen Kolonie Pharos, der heutigen Insel Hvar vor der dalmatinischen Küste. Die Insel und ihr Hafen (heute: Stari Grad) lagen strategisch günstig, da von hier die Schifffahrt auf der Adria kontrolliert werden konnte. Demetrios spielte daher als Herrscher über diesen Stützpunkt sowohl für die Illyrer als dem östlichen, als auch für die Römer als dem westlichen Anrainer des Meeres eine wichtige Rolle. In Illyrien regierte seit dem Tod des dortigen Königs Agron 231 v. Chr. dessen Witwe Teuta als Regentin für ihren unmündigen Stiefsohn Pinnes.
Während des Ersten Illyrischen Krieges eroberte Teuta die Insel Korkyra, das heutige Korfu, und setzte hier Demetrios von Pharos als Statthalter ein. Als dann jedoch die Römer Korkyra angriffen, lief Demetrios zu ihnen über und trug mit dazu bei, dass Teuta von den Römern relativ rasch besiegt werden konnte (228 v. Chr.). Als Dank machten diese Demetrios zu einer Art Klientelherrscher, dem sie neben Korkyra weite Teile der bis dahin illyrischen Küste überließen.
Um seine Stellung weiter zu verbessern, heiratete Demetrios Triteuta, die erste Frau des Agron und Mutter des Pinnes. Außerdem verbündete sich Demetrios mit dem makedonischen König Antigonos III. Doson gegen die Spartaner unter Kleomenes III. und war mit 1.600 illyrischen Kämpfern an der Schlacht von Sellasia des Jahres 222 v. Chr. beteiligt, in der Kleomenes besiegt wurde.
Nach dem Sieg über die Illyrer hatte Rom diesen verboten, mit Kriegsschiffen südlich von Lissos zu operieren. Demetrios jedoch setzte, gemeinsam mit dem illyrischen König Scerdilaidas, die illyrische Tradition der Raubzüge fort und setzte 90 bewaffnete Schiffe in Marsch, um, vom Aitolischen Bund unterstützt, die achaiische Stadt Pylos in Messenien zu plündern. Diese Aktion verlief wenig erfolgreich, doch landeten die Scerdilaladas unterstellten Truppen an der peloponnesischen Küste und plünderten stattdessen Kynaitha in Arkadien. Demetrios fuhr unterdessen in die Ägäis, wo er mehrere Kykladen-Inseln heimsuchte. Von Schiffen aus Rhodos verfolgt, lief seine Flotte Kencheai, den Ägäis-Hafen Korinths an. Dort traf er mit dem Vertreter Makedoniens in Achaia, Taurion, zusammen, der ihm vorschlug, die Flotte auf dem Landweg zum Golf von Korinth zu verbringen, wenn dafür Demetrios gegen den Aitolischen Bund vorgehe, mit dem Makedonien verfeindet war. Demetrios ging darauf ein, doch kam er zu spät, da sich die Aitolier bereits wieder aus Achaia zurückgezogen hatten.

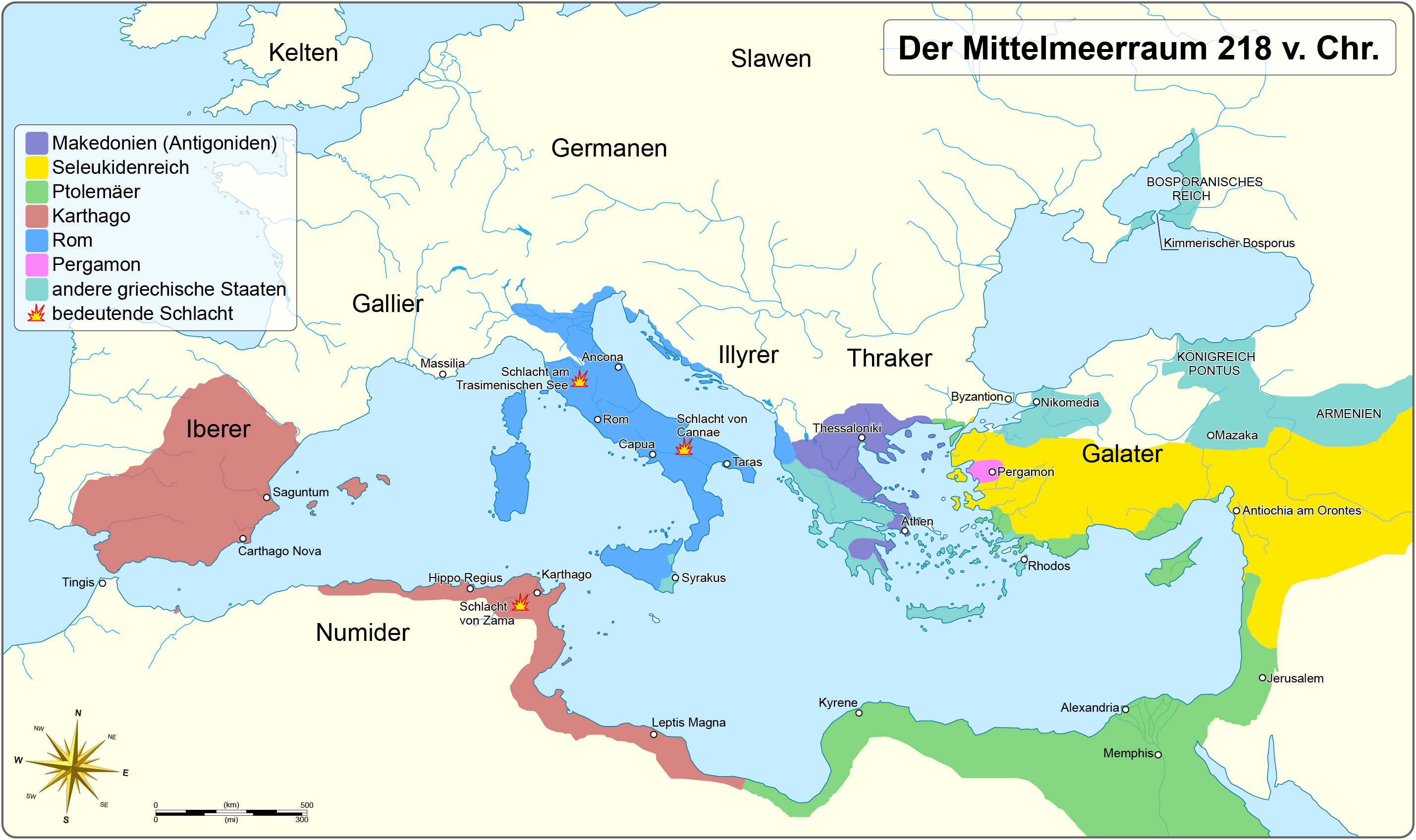
Der Mittelmeerraum 218 v. Chr.

Im Frühjahr 219 v. Chr. schickten die Römer ein Heer unter dem Konsul Lucius Aemilius Paullus gegen die Illyrer, um den Bruch des Friedensvertrags zu sühnen. Daraufhin ließ Demetrios zunächst seine innenpolitischen Gegner hinrichten und befestigte den Stützpunkt Dimal, der allerdings von Rom nach sieben Tagen erobert werden konnte. Demetrios zog sich nach Pharos zurück, doch auch hier hatten die Römer keine größeren Schwierigkeiten, den Widerstand zu brechen. Demetrios sah sich nun gezwungen, an den makedonischen Hof zu fliehen, wo nach dem Tod des Antigonos der junge Philipp V. regierte.
Demetrios wurde einer der engsten Vertrauten Philipps und war, dem Bericht des Polybios zufolge, maßgeblich dafür verantwortlich, dass Philipp einen Hass auf die Römer entwickelte. Demetrios war es dann auch, der Philipp im Jahre 217 v. Chr. drängte, die günstige Gelegenheit, die sich durch die römischen Niederlagen im Zweiten Punischen Krieg ergaben, nicht ungenutzt verstreichen zu lassen. Noch im selben Jahr attackierte Philipp den illyrischen König Scerdilaidas, einst Demetrios’ Verbündeter, um in Illyrien Fuß zu fassen. Die besondere Rolle Demetrios’ illustriert der gegen Rom gerichtete makedonisch-karthagische Bündnisvertrag von 215 v. Chr., in dem Demetrios ausdrücklich die Wiederherstellung seiner früheren Rechte zugesichert wurde. Im darauffolgenden Jahr kam Demetrios allerdings bei dem Versuch Makedoniens ums Leben, Messene zu erobern.